# Dannemarie-sur-Crète
Dannemarie-sur-Crète è un comune francese di 1 623 abitanti situato nel dipartimento del Doubs nella regione della Borgogna-Franca Contea.

## Società

### Evoluzione demografica
Abitanti censiti